# Sverd i fjell
Sverd i fjell (en español: Espadas en la montaña) es un monumento conmemorativo ubicado en  el fiordo Hafrsfjord, a las afueras de la ciudad noruega de Stavanger.
El monumento fue creado por el escultor Fritz Røed de Bryne e inaugurado por el rey Olaf V de Noruega en 1983. Está compuesto por tres espadas de 10 metros de altura que están incrustadas en la roca de un cerro pequeño contiguo al fiordo. Conmemoran la histórica Batalla de Hafrsfjord que tuvo lugar allí en el año 872, cuándo el rey Harald Fairhair reunió toda Noruega bajo su corona.
La espada más grande representa al victorioso Harald, y las dos espadas más pequeñas representan a los reyes vencidos. El monumento también representa la paz, ya que las espadas están incrustadas en roca sólida, de dónde nunca pueden ser retiradas.